# Асемблер
Вижте пояснителната страница за други значения на Асемблер.
Асемблерът (на английски: assembler - буквален превод „събирач“) е компютърна програма, транслатор, която създава обектен код, като превежда комбинации от мнемоники, синтаксис за операции и режими за адресиране в техните числови еквиваленти.
Както и самият език, асемблерите като правило са специфични за конкретната архитектура, операционна система и синтаксис на езика. Наред с тях съществуват мултиплатформени или универсални (по-точно ограничено универсални) асемблери, които могат да работят на различни платформи и операционни системи.
Асемблирането може да не е първият или последният етап по пътя към получаване на изпълним програмен модул. Много компилатори на програмни езици от високо ниво произвеждат резултат под формата на програма на езика асемблер, която се обработва допълнително от асемблер. Също така резултатът може да не е изпълним, а обектен модул, съдържащ различни блокове от машинен код и програмни данни, от които може да се получи изпълним файл по-късно с помощта на свързващ редактор.